# Tatiana Sibileva
Tatiana Sibileva (Татьяна Валерьевна Сибилева, Cheliábinsk, 17 de mayo de 1980) es una atleta rusa especializada en marcha atlética.
En 2008 consiguió el segundo puesto en la Copa del Mundo de Marcha Atlética, celebrada en la ciudad rusa de Cheboksary.
Ha participado en una ocasión en unos Juegos Olímpicos, concretamente en los de Pekín 2008, finalizando en el puesto 11.
| Mejores marcas personales | Mejores marcas personales | Mejores marcas personales | Mejores marcas personales |
| Distancia                 | Tiempo                    | Lugar                     | Fecha                     |
| ------------------------- | ------------------------- | ------------------------- | ------------------------- |
| 10.000 m.                 | 45:09.3                   | Ankara, Turquía           | 6 de febrero de 2005      |
| 10 km.                    | 41:53                     | Pekín, China              | 18 de septiembre de 2010  |
| 20.000 m.                 | 1h:32:15.1                | Izhevsk, Rusia            | 25 de septiembre de 2004  |
| 20 km.                    | 1h:25:52                  | Sochi, Rusia              | 20 de febrero de 2010     |
| 30.000 m.                 | 2h:24:56.0                | Izhevsk, Rusia            | 26 de septiembre de 2004  |